# Sporting CP (basket)
Sporting Clube de Portugal är en basketklubb från Lissabon. Den är en del av sportklubben Sporting CP.